# Адреналин
Адренали́н (эпинефри́н) ((-)-(1R)-(3,4-Дигидроксифенил)-2-метиламиноэтанол) — гормон, который синтезируется мозговым веществом надпочечников. Вырабатывается организмом из тирозина — аминокислоты, поступающей с пищей. Адреналин также образуется при возбуждении вегетативной нервной системы (в синапсах нервных волокон).
Гормон сужает сосуды, особенно брюшной полости. Объём крови в организме перераспределяется, из печени и селезёнки она оттекает в сосуды тела, пополняя объём циркулирующей в них крови, вследствие чего сосуды, ведущие к сердцу и мозгу, расширяются, кровоснабжение органов улучшается.
По химическому строению является катехоламином. Адреналин содержится в разных органах и тканях, в значительных количествах он образуется в хромаффинной ткани. Играет важную роль в физиологической реакции «бей или беги». Последние исследования учёных показали, что не менее важную роль в запуске этой реакции играет остеокальцин.
Синтетический адреналин используется в качестве лекарственного средства под наименованием «Эпинефрин» (МНН).

## История
Физиологическое действие экстрактов надпочечников на сердечно-сосудистую систему было впервые описано в статьях англичан Оливера и Шэфера и поляка Наполеона Цыбульского, вышедших почти одновременно. Англичане опубликовали свою статью на английском языке в журнале J Physiol, а Наполеон Цыбульский описал свои исследования на польском языке в препринте Ягеллонского университета, поэтому его работа мало кому известна. В обоих исследованиях речь шла о «физиологически активных экстрактах надпочечников», активное вещество идентифицировано не было.
Через пару лет Джон Джейкоб Абель, которого к концу жизни станут называть отцом американской фармакологии, получил из этих экстрактов кристаллическое вещество, обладавшее свойством повышать кровяное давление. Абель дал ему имя эпинефрин, что в переводе с греческого означает «сверху почки». Одновременно немец фон Фрют тоже выделил из надпочечников соединение, которое он назвал супраренином. Однако оба эти вещества немного отличались по физиологическому воздействию от самого экстракта.
Спустя пару лет японец Такаминэ Дзёкити после посещения лаборатории Абеля в Университете Джонса Хопкинса догадался использовать дополнительную стадию очистки и запатентовал выделенное им вещество, а фармацевтическая компания Parke-Davis выпустила его в продажу под торговым наименованием «Адреналин».
Будущий Нобелевский лауреат Генри Дэйл много лет работал с адреналином, пытаясь понять механизм его действия на разные клетки. Дэйл настаивал, что соединение, полученное Такамине, нельзя называть эпинефрином, поскольку по ряду свойств оно отличается от эпинефрина Абеля. Дэйл считал, что следует использовать имя адреналин.
В настоящее время большинство исследователей США, Канады и Японии использует название «эпинефрин», во всех остальных странах чаще встречается наименование «адреналин». Оба названия означают примерно одно и то же («над почкой» или «вблизи почки»), но в первом случае использован греческий, а во втором — латынь, что одновременно указывает на эндокринный орган надпочечник, в котором данный гормон вырабатывается. Два названия существуют параллельно до сих пор и отражают более чем вековой спор между американскими и английскими университетами, что представляло собой соединение, которое более 120 лет назад в Америке назвали эпинефрином.
Несмотря на то, что сам гормон в США называют эпинефрином, его рецепторы называются адренорецепторами (adrenoreceptor), и подобные эпинефрину соединения называют адреноподобными (adrenergic agonist/antagonist).

## Биосинтез
Адреналин в организме синтезируется из α-аминокислоты L-фенилаланина. Сначала он гидроксилируется до L-тирозина ферментом фенилаланингидроксилазой. Дальнейшее гидроксилирование тирозингидроксилазой дает L-диоксифенилаланин, который декарбоксилируется декарбоксилазой ароматических L-аминокислот до дофамина. Затем следует энантиоселективное гидроксилирование до норадреналина под действием дофамин-β-гидроксилазы. Окончательное N-метилирование фенилэтаноламин N-метилтрансферазой даёт адреналин. Таким образом, адреналин — это метилированный норадреналин (что переводится как «еще не» адреналин).

Схема биосинтеза адреналина

## Физиологическая роль
Адреналин вырабатывается нейроэндокринными клетками мозгового вещества надпочечников и участвует в реализации состояния, при котором организм мобилизуется для устранения угрозы («бей или беги»).

#### Условия повышения секреции
Его секреция резко повышается при стрессовых состояниях, пограничных ситуациях, ощущении опасности, при тревоге, страхе, при травмах, ожогах и шоковых состояниях. Содержание адреналина в крови повышается, в том числе, и при усиленной мышечной работе. (Гипотетически возможно вызвать и самостоятельно, представив врага или несправедливость, направленную к вам)

#### Действие
Действие адреналина связано с влиянием на α- и β-адренорецепторы и во многом совпадает с эффектами возбуждения симпатических нервных волокон.
Он вызывает сужение сосудов органов брюшной полости, кожи и слизистых оболочек; в меньшей степени сужает сосуды скелетной мускулатуры, но расширяет сосуды головного мозга. Артериальное давление под действием адреналина повышается.
Однако прессорный эффект адреналина выражен менее, чем у норадреналина в связи с возбуждением не только α1 и α2-адренорецепторов, но и β2-адренорецепторов сосудов (см. ниже).

#### Влияние на сердце
Изменения сердечной деятельности носят сложный характер: стимулируя β1-адренорецепторы сердца, адреналин способствует значительному усилению и учащению сердечных сокращений, облегчению атриовентрикулярной проводимости, повышению автоматизма сердечной мышцы, что может привести к возникновению аритмий. Однако из-за повышения артериального давления происходит возбуждение центра блуждающих нервов, оказывающих на сердце тормозящее влияние, может возникнуть преходящая рефлекторная брадикардия. На артериальное давление адреналин оказывает сложное влияние. В его действии выделяют 4 фазы (см схему):
- Сердечная, связанная с возбуждением β1-адренорецепторов и проявляющаяся повышением систолического артериального давления из-за увеличения сердечного выброса;
- Вагусная, связанная со стимуляцией барорецепторов дуги аорты и сонного клубочка повышенным систолическим выбросом. Это приводит к активации дорсального ядра блуждающего нерва и включает барорецепторный депрессорный рефлекс. Фаза характеризуется замедлением частоты сердечных сокращений (рефлекторная брадикардия) и временным прекращением подъёма артериального давления;
- Сосудистая прессорная, при которой периферические вазопрессорные эффекты адреналина «побеждают» вагусную фазу. Фаза связана со стимуляцией α1- и α2-адренорецепторов и проявляется дальнейшим повышением артериального давления. Адреналин, возбуждая β1-адренорецепторы юкстагломерулярного аппарата нефронов почек, способствует повышению секреции ренина, активируя ренин-ангиотензин-альдостероновую систему, также ответственную за повышение артериального давления.
- Сосудистая депрессорная, зависящая от возбуждения β2-адренорецепторов сосудов и сопровождающаяся снижением артериального давления. Эти рецепторы дольше всех держат ответ на адреналин.

Фазы действия адреналина на артериальное давление

#### Влияние на гладкие мышцы
На гладкие мышцы адреналин оказывает разнонаправленное действие, зависящее от представленности в них разных типов адренорецепторов. За счёт стимуляции β2-адренорецепторов адреналин вызывает расслабление гладкой мускулатуры бронхов и кишечника, а, возбуждая α1-адренорецепторы радиальной мышцы радужной оболочки, адреналин расширяет зрачок.
Длительная стимуляция β2-адренорецепторов сопровождается усилением выведения K+ из клетки и может привести к гипокалиемии.

#### Влияние на метаболизм
Адреналин — катаболический гормон и влияет практически на все виды обмена веществ. Под его влиянием происходит повышение содержания глюкозы в крови и усиление тканевого обмена. Будучи контринсулярным (блокирует секрецию инсулина) гормоном и воздействуя на β2-адренорецепторы тканей и печени, адреналин усиливает глюконеогенез и гликогенолиз, тормозит синтез гликогена в печени и скелетных мышцах, усиливает захват и утилизацию глюкозы тканями, повышая активность гликолитических ферментов. Также адреналин усиливает липолиз (распад жиров) и тормозит синтез жиров. Это обеспечивается его воздействием на β3-адренорецепторы жировой ткани. В высоких концентрациях адреналин усиливает катаболизм белков.

#### Влияние на скелетные мышцы и миокард
Имитируя эффекты стимуляции «трофических» симпатических нервных волокон, адреналин в умеренных концентрациях, не оказывающих чрезмерного катаболического воздействия, оказывает трофическое действие на миокард и скелетные мышцы. Адреналин улучшает функциональную способность скелетных мышц (особенно при утомлении).
При продолжительном воздействии умеренных концентраций адреналина отмечается увеличение размеров (функциональная гипертрофия) миокарда и скелетных мышц. Предположительно этот эффект является одним из механизмов адаптации организма к длительному хроническому стрессу и повышенным физическим нагрузкам.
Вместе с тем длительное воздействие высоких концентраций адреналина приводит к усиленному белковому катаболизму, уменьшению мышечной массы и силы, похудению и истощению. Это объясняет исхудание и истощение при дистрессе (стрессе, превышающем адаптационные возможности организма).

#### Влияние на нервную систему
Адреналин оказывает стимулирующее воздействие на ЦНС, хотя и слабо проникает через гематоэнцефалический барьер. Он повышает уровень бодрствования, психическую энергию и активность, вызывает психическую мобилизацию, реакцию ориентировки и ощущение тревоги, беспокойства или напряжения.
Адреналин возбуждает область гипоталамуса, ответственную за синтез кортикотропин рилизинг гормона, активируя гипоталамо-гипофизарно-надпочечниковую систему и синтез адренокортикотропного гормона. Возникающее при этом повышение концентрации кортизола в крови усиливает действие адреналина на ткани и повышает устойчивость организма к стрессу и шоку.

#### Противоаллергическое и противовоспалительное действие
Адреналин оказывает выраженное противоаллергическое и противовоспалительное действие, тормозит высвобождение гистамина, серотонина, кининов, простагландинов, лейкотриенов и других медиаторов аллергии и воспаления из тучных клеток (мембраностабилизирующее действие), возбуждая находящиеся на них β2-адренорецепторы, понижает чувствительность тканей к этим веществам. Это, а также стимуляция β2-адренорецепторов бронхиол, устраняет их спазм и предотвращает развитие отёка слизистой оболочки.
Адреналин вызывает повышение числа лейкоцитов в крови, частично за счёт выхода лейкоцитов из депо в селезёнке, частично за счёт перераспределения форменных элементов крови при спазме сосудов, частично за счёт выхода не полностью зрелых лейкоцитов из костномозгового депо. Одним из физиологических механизмов ограничения воспалительных и аллергических реакций является повышение секреции адреналина мозговым слоем надпочечников, происходящее при многих острых инфекциях, воспалительных процессах, аллергических реакциях. Противоаллергическое действие адреналина связано в том числе с его влиянием на синтез кортизола.

#### Влияние на эрекцию
Половое возбуждение пропадает.
При интракавернозном введении уменьшает кровенаполнение пещеристых тел, действуя через α-адренорецепторы.

#### Кровоостанавливающее действие
На свёртывающую систему крови адреналин оказывает стимулирующее действие. Он повышает число и функциональную активность тромбоцитов, что, наряду со спазмом мелких капилляров, обуславливает гемостатическое (кровоостанавливающее) действие адреналина. Одним из физиологических механизмов, способствующих гемостазу, является повышение концентрации адреналина в крови при кровопотере.

## Фармакологическое действие

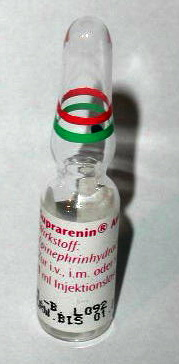
Ампула эпинефрина, 1 мг (Супраренин)

Фармакологические действия адреналина основывается на его физиологических свойствах (α,β-адреномиметик). В медицинской практике используются две соли адреналина: гидрохлорид и гидротартрат. Адреналин применяется в основном как сосудосуживающее, гипертензивное, бронхолитическое, гипергликемическое и противоаллергическое средство. Также назначается для улучшения сердечной проводимости при острых состояниях (инфаркт миокарда, миокардит и др.)
При скорости введения 0,04—0,1 мкг/кг/мин адреналин вызывает усиление и учащение сердечных сокращений, повышает ударный объём кровотока и минутный объём кровотока, уменьшает общее периферическое сосудистое сопротивление (ОПСС). В дозе выше 0,2 мкг/кг/мин адреналин суживает сосуды, повышает артериальное давление (преимущественно систолическое) и ОПСС. Прессорный эффект может вызвать кратковременную рефлекторную брадикардию. Расслабляет гладкие мышцы бронхов. Дозы выше 0,3 мкг/кг/мин уменьшают почечный кровоток, кровоснабжение внутренних органов, тонус и моторику желудочно-кишечного тракта.
Терапевтический эффект развивается практически мгновенно при внутривенном введении (продолжительность действия — 1—2 мин), через 5—10 минут после подкожного введения (максимальный эффект — через 20 минут), при внутримышечном введении — время начала эффекта вариабельное.
Способность суживать сосуды слизистых оболочек и кожи, замедлять кровоток используется в местной анестезии для снижения скорости всасывания анестетиков, что увеличивает продолжительность их действия и снижает системные токсические эффекты.

## Фармакокинетика
При внутримышечном или подкожном введении всасывается непредсказуемо, так как оказывает непосредственное прессорное действие на капилляры в месте введения, существенно замедляющее поступление в системный кровоток и поэтому в экстренных случаях при невозможности внутривенного введения вводится интратрахеально или интракорпорально. Введение в мягкие ткани используется в виде обкалывания только с целью блокирования всасывания аллергизирующего вещества, введённого ранее и вызвавшего патологическую реакцию, при оказании помощи при анафилактическом шоке, иногда — для купирования капиллярных или паренхиматозных кровотечений. При внутривенном введении начинает действовать практически мгновенно. Также абсорбируется при эндотрахеальном и конъюнктивальном введении. Введённый парентерально, быстро разрушается. Проникает через плаценту, в грудное молоко, не проникает через гемато-энцефалический барьер.
Метаболируется в основном МАО и КОМТ в окончаниях симпатических нервов и других тканей, а также в печени с образованием неактивных метаболитов. Период полувыведения при внутривенном введении — 1—2 мин.
Выводится почками в основном в виде метаболитов: ванилилминдальной кислоты, метанефрина, сульфатов, глюкуронидов; а также в очень незначительном количестве — в неизменённом виде.

## Применение

### Показания
- Аллергические реакции немедленного типа (в том числе крапивница, ангионевротический отёк, анафилактический шок), развивающиеся при применении лекарственных средств, сывороток, переливании крови, употреблении пищевых продуктов, укусах насекомых или введении др. аллергенов;
- бронхиальная астма (купирование приступа), бронхоспазм во время наркоза;
- асистолия (в том числе на фоне остро развившейся атриовентрикулярной блокады III ст.);
- кровотечение из поверхностных сосудов кожи и слизистых оболочек (в том числе из дёсен), артериальная гипотензия, не поддающаяся воздействию адекватных объёмов замещающих жидкостей (в том числе шок, травма, бактериемия, операции на открытом сердце, почечная недостаточность, хроническая сердечная недостаточность, передозировка лекарственных средств), необходимость удлинения действия местных анестетиков;
- гипогликемия (вследствие передозировки инсулина);
- открытоугольная глаукома, при хирургических операциях на глазах — отёчность конъюнктивы (лечение), для расширения зрачка, внутриглазная гипертензия, остановка кровотечения; приапизм (лечение).

### Противопоказания
- гиперчувствительность
- гипертрофическая кардиомиопатия
- феохромоцитома
- артериальная гипертензия
- тахиаритмия
- ишемическая болезнь сердца
- фибрилляция желудочков
- беременность
- период лактации.

### С осторожностью
- метаболический ацидоз
- гиперкапния
- гипоксия
- фибрилляция предсердий
- желудочковая аритмия, лёгочная гипертензия
- гиповолемия
- инфаркт миокарда
- шок неаллергического генеза (в том числе кардиогенный, травматический, геморрагический)
- тиреотоксикоз
- окклюзионные заболевания сосудов (в том числе в анамнезе)
- артериальная эмболия
- атеросклероз
- болезнь Бюргера
- холодовая травма
- диабетический эндартериит
- болезнь Рейно
- церебральный атеросклероз
- закрытоугольная глаукома
- сахарный диабет
- болезнь Паркинсона
- судорожный синдром
- гипертрофия предстательной железы
- одновременное применение ингаляционных средств для общей анестезии (фторотана, циклопропана, хлороформа)
- пожилой возраст
- детский возраст[2].

## Режим дозирования
Подкожно, внутримышечно, иногда внутривенно капельно.
- Анафилактический шок: в/в медленно 0,1—0,25 мг, разведённых в 10 мл 0,9%-го раствора NaCl, при необходимости продолжают в/в капельное введение в концентрации 0,1 мг/мл. Когда состояние пациента допускает медленное действие (3—5 мин), предпочтительнее введение в/м (или п/к) 0,3—0,5 мг в разбавленном или неразбавленном виде, при необходимости повторное введение — через 10—20 мин (до 3 раз).
- Бронхиальная астма: п/к 0,3—0,5 мг в разбавленном или неразбавленном виде, при необходимости повторные дозы можно вводить через каждые 20 мин (до 3 раз), или в/в по 0,1—0,25 мг в разбавленном в концентрации 0,1 мг/мл.
- В качестве сосудосуживающего средства вводят в/в капельно со скоростью 1 мкг/мин (с возможным увеличением до 2—10 мкг/мин).
- Для удлинения действия местных анестетиков: в концентрации 5 мкг/мл (доза зависит от вида используемого анестетика), для спинномозговой анестезии — 0,2—04 мг.
- При асистолии: внутрисердечно 0,5 мг (разбавляют 10 мл 0,9%-го раствора NaCl или др. раствором), но внутрисердечный способ введения препаратов не используют по причинам часто возникающих осложнений; во время реанимационных мероприятий — по 1 мг (в разбавленном виде) в/в каждые 3—5 мин. Если пациент интубирован, возможна эндотрахеальная инстилляция — оптимальные дозы не установлены, должны в 2—2,5 раза превышать дозы для в/в введения. Также при проведении реанимационных мероприятий используют внутрикостный метод введения адреналина;
- Новорождённые (асистолия): в/в, 10—30 мкг/кг каждые 3—5 мин, медленно. Детям, старше 1 мес.: в/в, 10 мкг/кг (в последующем при необходимости каждые 3—5 мин вводят по 100 мкг/кг (после введения, по крайней мере, 2 стандартных доз можно каждые 5 мин использовать более высокие дозы — 200 мкг/кг). Возможно использование эндотрахеального введения.
- Детям при анафилактическом шоке: п/к или в/м — по 10 мкг/кг (максимально — до 0,3 мг), при необходимости введение этих доз повторяют через каждые 15 мин (до 3 раз).
- Детям при бронхоспазме: п/к 10 мкг/кг (максимально — до 0,3 мг), дозы при необходимости повторяют каждые 15 мин (до 3—4 раз) или каждые 4 ч.
- Местно: для остановки кровотечений в виде тампонов, смоченных раствором препарата.
- При открытоугольной глаукоме — по 1 кап 1—2%-го раствора 2 раза в день.

### Передозировка
Симптомы:
- чрезмерное повышение АД
- тахикардия, сменяющаяся брадикардией
- нарушения ритма (в том числе фибрилляция предсердий и желудочков)
- похолодание и бледность кожных покровов
- рвота
- головная боль
- метаболический ацидоз
- инфаркт миокарда
- черепно-мозговое кровоизлияние (особенно у пожилых пациентов)
- отёк лёгких
- смерть

Лечение:
- прекратить введение
- симптоматическая терапия — для снижения АД — альфа-адреноблокаторы (фентоламин)
- при аритмии — бета-адреноблокаторы (пропранолол)[2]

## Побочное действие
Сердечно-сосудистая система: менее часто — стенокардия, брадикардия или тахикардия, сердцебиение, повышение или снижение АД, при высоких дозах — желудочковые аритмии; редко — аритмия, боль в грудной клетке.
- Нервная система:
  - более часто:
    - головная боль
    - тревожное состояние
    - тремор

  - менее часто:
    - головокружение
    - нервозность
    - усталость
    - нарушение терморегуляции (похолодание или жар)
    - психоневротические расстройства:
      - психомоторное возбуждение
      - дезориентация
      - нарушение памяти
      - агрессивное или паническое поведение
      - шизофреноподобные расстройства
      - паранойя

    - нарушение сна
    - мышечные подёргивания
- Пищеварительная система:
  - часто — тошнота, рвота
- Мочевыводящая система:
  - редко — затруднённое и болезненное мочеиспускание (при гиперплазии предстательной железы).
- Местные реакции:
  - боль или жжение в месте внутримышечной инъекции.
- Аллергические реакции:
  - ангионевротический отёк
  - бронхоспазм
  - кожная сыпь
  - многоформная эритема
- Прочие:
  - редко:
    - гипокалиемия

  - менее часто:
    - повышенное потоотделение

  - судороги, стягивание мышц
    - сильная эрекция, затрудняющая мочеиспускание[2]

## Взаимодействие
Ослабляет эффекты наркотических анальгетиков и снотворных лекарственных средств.
При применении одновременно с сердечными гликозидами, хинидином, трициклическими антидепрессантами, допамином, средствами для ингаляционного наркоза (хлороформ, энфлуран, галотан, изофлуран, метоксифлуран), кокаином возрастает риск развития аритмий (вместе применять следует крайне осторожно или вообще не применять); с другими симпатомиметическими средствами — усиление выраженности побочных эффектов со стороны сердечно-сосудистой системы; с антигипертензивными средствами (в том числе с диуретиками) — снижение их эффективности.
Одновременное назначение с ингибиторами моноаминоксидазы (включая фуразолидон, прокарбазин, селегилин) может вызвать внезапное и выраженное повышение артериального давления, гиперпиретический криз, головную боль, нарушения ритма сердца, рвоту; с нитратами — ослабление их терапевтического действия; с феноксибензамином — усиление гипотензивного эффекта и тахикардию; с фенитоином — внезапное снижение артериального давления и брадикардию (зависит от дозы и скорости введения); с препаратами гормонов щитовидной железы — взаимное усиление действия; с препаратами, удлиняющими Q-T-интервал (в том числе астемизолом, цизапридом, терфенадином), — удлинение Q-T-интервала; с диатризоатами, йоталамовой или йоксагловой кислотами — усиление нейротоксических эффектов; с алкалоидами спорыньи — усиление вазоконстрикторного эффекта (вплоть до выраженной ишемии и развития гангрены).
Снижает эффект инсулина и других гипогликемических препаратов.
Антидоты — блокаторы альфа- и бета-адренорецепторов.

## Особые указания
- При инфузии следует использовать прибор с измерительным приспособлением с целью регулирования скорости инфузии.
- Инфузии следует проводить в крупную (лучше в центральную) вену.
- Внутрисердечно не вводится, так как существует риск тампонады сердца и пневмоторакса.
- В период лечения рекомендовано определение концентрации K+ в сыворотке крови, измерение АД, диуреза, МОК, ЭКГ, центрального венозного давления, давления в лёгочной артерии и давления заклинивания в лёгочных капиллярах.
- Чрезмерные дозы при инфаркте миокарда могут усилить ишемию путём повышения потребности миокарда в кислороде.
- Увеличивает гликемию, в связи с чем при сахарном диабете требуются более высокие дозы инсулина и производных сульфонилмочевины.
- При эндотрахеальном введении всасывание и окончательная концентрация препарата в плазме могут быть непредсказуемы.
- Введение эпинефрина при шоковых состояниях не заменяет переливания крови, плазмы, кровезамещающих жидкостей и/или солевых растворов.
- Эпинефрин нецелесообразно применять длительно (сужение периферических сосудов, приводящее к возможному развитию некроза или гангрены).
- Строго контролируемых исследований применения эпинефрина у беременных не проведено. Установлена статистически закономерная взаимосвязь появлений уродств и паховой грыжи у детей, матери которых применяли эпинефрин в течение I триместра или на протяжении всей беременности, сообщалось также в одном случае о возникновении аноксии у плода после в/в ведения матери эпинефрина. Эпинефрин не следует применять беременным при АД выше 130/80 мм рт. ст. Опыты на животных показали, что при введении в дозах, в 25 раз превышающих рекомендуемую дозу для человека, вызывает тератогенный эффект.
- При применении в период кормления грудью следует оценивать риск и пользу вследствие высокой вероятности возникновения побочных эффектов у ребёнка.
- Применение для коррекции гипотензии во время родов не рекомендуется, поскольку может задерживать вторую стадию родов; при введении в больших дозах для ослабления сокращения матки может вызвать длительную атонию матки с кровотечением.
- Можно использовать у детей при остановке сердца, однако следует соблюдать осторожность, поскольку в схеме дозирования требуются 2 разные концентрации эпинефрина.
- При прекращении лечения дозы следует уменьшать постепенно, так как внезапная отмена терапии может приводить к тяжёлой гипотензии.
- Легко разрушается щелочами и окисляющими средствами.
- Если раствор приобрёл розоватый или коричневый цвет или содержит осадок, его вводить нельзя. Неиспользованную часть следует уничтожать[2].